# چوگو
چوگو (به ژاپنی: 中宮 ちゅうぐう) یکی از نام‌هایی است که به زن، امپراتور ژاپن داده شده است.

## بررسی اجمالی
معنی اصلی کلمه "چوگو" "محل اقامت ملکه" است. به نوبه خود، اصطلاح "چوگو" به ملکه ای که در آنجا زندگی می‌کند اشاره دارد. در اصل یک کلمه چینی بود، اما در چین نیز به همین معنی استفاده می‌شد.
معنای چوگو بسته به دوره متفاوت است.
در سیستم چندزنی کوگو بالاترین رتبه را در میان همسران متعدد امپراتور، امپراتور ژاپن و پادشاه دارد و در برخی از دوره ها عنوان چوگو مترادف با کوگو همسر اصلی امپراتور است.

## دوره جدایی عنوان چوگو وکوگو
در سال ۹۹۰، پدر فوجیوارا نو تیشی، فوجیوارا نو میچیتاکا، که مقام وزیر کشور (درست قبل از کانپاکو شدن) را داشت، ساداکو را به دربار امپراتوری آورد تا همسر امپراتور ایچیجو (خواهرزاده خود و شصت و ششمین امپراتور ژاپن) شود. در ابتدا او نیوگو بود. میچیتاکا که کانپاکو و سپس نایب‌السلطنه (سشو) جدید شد، برای تقویت موقعیت سیاسی خود می خواست ساداکو ملکه ارشد شود، اما در آن زمان، [[فوجیوارا نو جونشی ]] حتی پس از کناره گیری امپراتور انیو (ژاپن) (سلطنت	۹۶۹–۹۸۴) به عنوان کوگو  باقی ماند و مادر بیولوژیک ایچیجو، فوجیوارا نو سنشی، کوتایگو بود. بنابراین هیچ جای خالی برای اهدای یک مقام امپراتوری برای ساداکو وجود نداشت. طبیعتاً فردی که جرم و رسوایی مرتکب نشده بود، نمی توانست از تخت سلطنت خلع شود. با این حال، از آنجایی که ملکه در اصل «همسر مشروع پسر بهشت» است (طبق تفسیر مفاد حکم ریونو گیکه (Ryo no Gige) )، میچیتاکا تأکید کرد که همسر امپراتور انیو دایجو تننو (امپراتور بازنشسته) همچنان می تواند عنوان کوگو را حفظ کند با این حال، به ساداکو سمت چوگو (که تاکنون با کوگو هم معنی بود) را داد. این اولین باری بود که دو ملکه همزمان در کنار هم ایستاده بودند. در این زمان، منصب چوگو که به فوجیوارا نو جونشی  متصل شده بود به تیشی (ساداکو) منصوب شد. 
نقشه هوشمندانه پدر ساداکو این بود که «چوگو» را که نام دیگری برای کوگو یا همسر اصلی (ملکه ارشد) امپراتور بود، به عنوان موقعیتی جدا متعلق به یک ملکه کرد که جدا و مستقل از کوگو بود.
به این ترتیب تیشی مقام چوگو را به دست آورد و اوضاع در خانواده امپراتور به این صورت شد.
- چوگو  (中宮): فوجیوارا نو ساداکو (همسر امپراتور ایچیجو دختر فوجیوارا نو میچیتاکا)
- کوگو: فوجیوارا نو جونشی (ملکه ارشد) همسر امپراتور انیو (ژاپن) (سلطنت	۹۶۹–۹۸۴)
- کوتایگو (ملکه مادر): فوجیوارا نو سنشی (همسر امپراتور آنیو مادر امپراتور ایچیجو و عمه ساداکو)
- تایکو دایکو (ملکه مادربزرگ) ja:太皇太后: شاهدخت ماساکو (ری‌زی) (همسر امپراتور ری‌زی مادربزرگ امپراتور ایچیجو)

بعدها  فوجیوارا نو شوشی / فوجیوارا نو آکیکو  ( دختر فوجیوارا نو میچیناگا و دخترعموی ساداکو) به ازدواج امپراتور ایچیجو درآمد و عنوان چوگو (ملکه ارشد) به او تعلق گرفت. به این ترتیب به طور غیرمعمول و خارج از عرف امپراتور دارای دو همسر ارشد شد.